# Otevřená vědecká data

Kresba k otevřené vědě vyjadřující, že podoba vědy 21. století je postavena na otevřených datech, které je možné volně zpracovávat a rozvíjet nad nimi diskusi. Obrázek zároveň vyjadřuje, že otevřená data nejsou to samé co otevřený přístup (anglicky)

Otevřená vědecká data jsou data pocházející z vědeckého výzkumu, tedy data dostupná pod otevřenou licencí. Koncept se začal vyvíjet po roce 2010, kdy grantové agentury začaly po žadatelích o granty požadovat zpracování plánů správy dat, které zahrnovalo i nutnost data sdílet pod svobodnými licencemi. Jednalo se tak o reakci na problémy, které se ve vědě vyvinuly v souvislosti s komercionalizací vědy. Mezi ně patří snížená možnost bádání pro chudší jednotlivce i instituce či problém s opakováním metod výzkumu vázaných na podezření z podvodů. Předlohou pro koncept byly podobné snahy programátorů-uživatelů v 80. letech 20. století, kteří kvůli neustálému znepřístupňování softwarů a tvrdých licenčních podmínek nemohli opravit banální chyby. Americký programátor Richard Stallman tak koncem 80. let založil hnutí otevřeného softwaru a vydal první otevřenou licenci GNU General Public License, ze které se vyvinuly další otevřené koncepty.
V současnosti se tak například v Evropské unii připravují členské státy na začlenění směrnice o  otevřených datech do svých legislativních systémů a Evropská komise bude požadovat po vědcích čerpajících podporu z grantu Horizone Europe, aby svá data poskytovali volně pod svobodnou licencí a v rámci FAIR přístupu.

## Vysvětlení pojmu

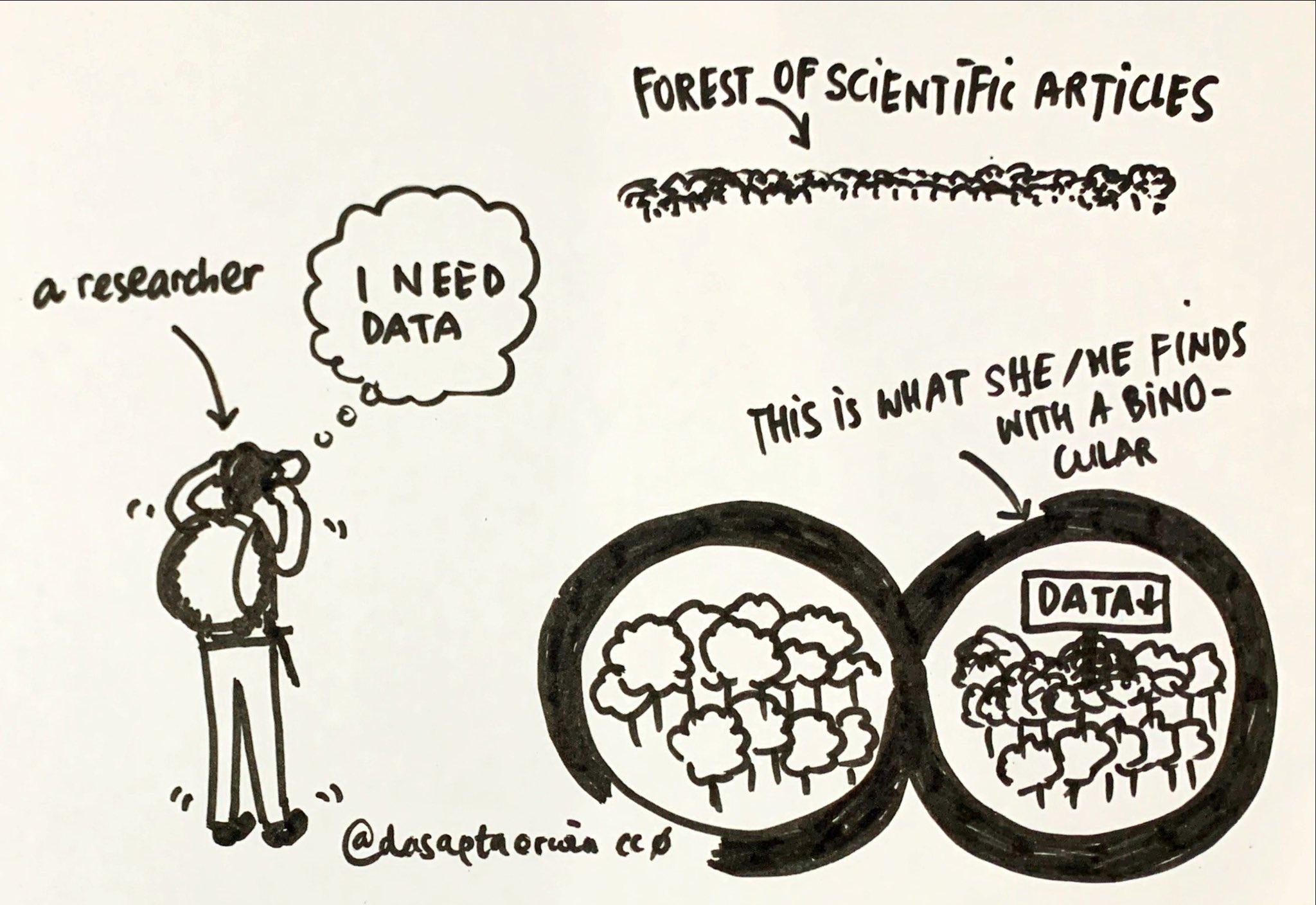
Kresba vědce hledajícího použitelná data v širokém poli odborných článků (anglicky)

Na datech je postaven vědecký výzkum, jehož úkolem je jejich sběr a analýza. Po jejich analýze dochází k uložení lokálně u výzkumníka nebo do online depozitáře, a část může být publikována v rámci odborných článků ve vědeckých časopisech či studijních pracích. Velké množství vědeckých dat je po čase nenávratně ztraceno, některá jsou dostupná k dalšímu využití pod svobodnými licencemi. Data jsou údaje využívané pro popis nějakého jevu; často jsou představované čísly a textem zapsaným do tabulek; dále jde o videa, fotografie, přepisy rozhovorů a další údaje sloužící k vědecké analýze. Data mohou být jak digitální, tak fyzická. Přívlastek otevřená pak znamená, že jsou dostupná pod otevřenými licencemi. Principem otevřených licencí je odbourávat bariéry, které vznikají, pokud data nejsou otevřená. Otevřená data je tak často možné volně přebírat, dále zpracovávat, míchat s dalšími daty, kopírovat a archivovat. Jednotlivé licence stanoví, za jakých podmínek je možné data využívat. Tyto podmínky ale kladou uživateli o mnoho méně bariér než uzavřené licence.

## Historie
Za vznikem otevřených vědeckých dat stojí jak vznik svobodných licencí, tak hlavně vznik autorského práva, ke kterému došlo v 18. století po rozmachu knihtisku, který působil vydavatelům původních děl ztráty. Autorské právo tak bylo východiskem, jak zabránit volnému šíření děl bez přispění původním autorům. Stejně tak o dvě století později vyřešily svobodné licence v oblasti softwaru problém s přílišným uzavíráním autorským právem, kdy si vývojáři nemohli program ani opravit. Tento koncept otevřeného zdrojového kódu se pak přenesl jako řešení i do jiných oblastí včetně vědy.

### Vznik autorského práva a omezení volného šíření

Logo autorského práva

Vznik autorského práva v moderním pojetí sahá do počátku 18. století. Konkrétně v roce 1710 vydal anglický parlament první autorskoprávní zákon známý jako Zákon královny Anny. Předcházelo mu několik pokusů o omezení kopírování a volného tištění knih. Podstata problému spočívala v rozšíření knihtisku v Evropě v 17. století. Ten nejprve zlevnil prodejní cenu knih, protože rozmnoženiny šlo na rozdíl od opisů rukopisů vyrábět mnohem rychleji a levněji. To vedlo ke zvýšené poptávce po knihách, ke kterým se takto dostalo více lidí. Podnikavci nakupovali knihtiskové stroje a vyráběli kopie, aniž by byli původními objednateli díla. To působilo finanční ztráty původním nakladatelům, kteří museli platit autorům knih. Proto již v roce 1662 uzákonil anglický Parlament zákon, který omezil možnost vyžívání tiskařských lisů a zavedl povinnost žádat Cech papírníků o zřízení tiskárny a právo tisknout kopie. Nový licenční zákon byl uzákoněn na dva roky. Následně byla jeho platnost několikrát prodloužena, a tak platil až do roku 1692. Po nátlaku Cechu papírníků anglický Parlament přišel v roce 1710 s Autorským zákonem.
Po zavedení autorského zákona ve Velké Británii došlo k zavedení obdobných zákonů i v dalších zemích. Pro americký Copyright Act, který byl schválen v roce 1790, byl předlohou britský zákon. V německých zemích došlo k zavedení autorského zákona ve 40. letech 19. století. Aby byla chráněna práva britských autorů v zahraničí, byla v roce 1886 ustavena Bernská mezinárodní úmluva o autorských právech. Tato mezinárodní smlouva chránila všechny autory, kteří ji podepsali, a fungovala v zemích, které ji ratifikovaly.
Zavedení autorského práva tak omezilo volné šíření děl a položilo základ moderní autorskoprávní ochraně.

### Příchod otevřeného přístupu

Maskot projektu GNU, odvážná GNU hlava

Otevřené licence se zrodily v prostředí softwaru a zdrojových kódů. První programy, které vznikaly v průběhu 50. a 60. let 20. století, byly velmi jednoduché a jejich autory byli vysokoškolští pracovníci. Distribuovaly se jako volné dílo umožňující libovolné nakládání. S příchodem prvních operačních systémů a kompilátorů však začala narůstat náročnost a komplexnost softwaru a tím se zvyšovaly náklady na jejich vývoj. Některé firmy vyvíjecí software v 60. a 70. letech začaly užívat různé omezující licence a nechaly si za svůj software platit. V průběhu 70. a na začátku 80. let přišla americká vláda s tím, že pokud je ve zdrojovém kódu autorský vnos, jedná se o literární dílo, které je chráněno autorským zákonem. To vedlo k dalšímu rozšíření licencování softwaru a jeho zpoplatňování. Firmy přestávaly nabízet volně čitelný zdrojový kód a přecházely na spustitelné soubory typu exe. To programátorům znemožnilo zdrojáky upravovat.
V důsledku těchto omezení založil americký programátor Richard Stallman v roce 1983 projekt GNU následovaný v roce 1985 organizací Free Software Foundation. Cílem těchto aktivit bylo umožnit lidem používat počítač, na kterém bude pouze otevřený software, v té době nazývaný bezplatný (anglicky free software nebo freeware). Projekt GNU začal vyvíjet vlastní operační systém a Free Software Foundation vydala v roce 1989 svobodnou licenci nazvanou GNU General Public License. Ta v sobě kromě jiného zahrnovala i copyleft, který měl za následek, že i odvozeniny svobodných děl byly šířeny pod svobodnou licencí. Cílem snah Richarda Stallmana nebylo pouze získat software zdarma, ale především mít svobodu tento software volně upravovat a vytvářet z něj odvozeniny. Programátoři-uživatelé v té době naráželi na problém, kdy si nemohli opravit banální chyby právě kvůli omezením firem spojeným s licencí. Richard Stallman tak položil základy svobodného softwaru a svobodných licencí.
GNU licence umožnily software spouštět, zkoumat a upravovat. Fakt, že odvozená díla musí být šířena pod stejnou licencí, neznamená, že by se dílo nemohlo prodávat. U svobodných licencí má uživatel často jen dvě povinnosti. A sice uvést autora či autory a zachovat licenci (copyleft).
K zavedení současného termínu Open source (volně přeloženo jako otevřený zdrojový kód) došlo až v roce 1998, kdy toto označení zvítězilo v hlasování na Freeware Summit, který uspořádal nakladatel Tim O'Reilly v kalifornském Palo Alto. Nový termín navrhla skupina vývojářů, která chtěla upozornit na to, že hlavní předností otevřeného softwaru není fakt, že je zdarma.

### Od otevřeného softwaru k otevřeným vědeckým datům

Logo licencí Creative Commons

Stallman položil základy otevřených licencí i základy celé otevřené kultury. Skutečný rozvoj otevřených konceptů přišel až s dílem Richarda Stallmana, byť bylo možné najít snahy o sdílení vědeckých dat již dříve. Záznamy dějů přírody nejsou autorským vnosem a neměly by být uzavřeny striktní licencí. Důvody pro pronikání konceptů otevřenosti do nových sfér jsou především představovány schopností odstraňovat určité problémy, které mohou souviset se striktními licencemi. Není tedy náhodou, že otevřená encyklopedie Wikipedie vznikla v roce 2001 ve Spojených státech amerických (USA), tedy v zemi, kde byl velmi drahý přístup ke vzdělávání a informacím. Naproti tomu, když Aliance pro otevřené vzdělávání definovala v roce 2015 své priority, uvedla, že prioritou otevřeného vzdělávání v České republice je možnost vzdělávat se a učit způsobem, který vyhovuje každému jednotlivému učiteli či žáku. Narážela tak na fakt, že český vzdělávací systém a přístup k odborným informacím netrpí vysokou cenou jako v USA, ale například striktně danou koncepcí výuky ve školách.
Ve vědě se objevovaly myšlenky o otevřených datech zhruba od konce 70. let 20. století. Skutečný rozvoj však přišel až se zaváděním otevřených přístupů, které byly postaveny na svobodných licencích Creative Commons a specializovaných licencích určených pro databáze, které se začaly objevovat kolem roku 2005. K vědcům se přidali i zástupci konceptu e-Governement, digitalizace státu, kteří požadovali, aby vše, co vzniká za veřejné peníze, bylo svobodné.
Termín otevřená data tak obsahoval všechny možné druhy dat uložené v repozitářích a databázích, které byly dostupné pod svobodnými licencemi. Zlomovým rokem pro oblast otevřených vědeckých dat se stal rok 2010, kdy americká Národní vědecká nadace oznámila, že bude po žadatelích o granty požadovat plán správy dat. V následujících letech se tento trend přenesl i do dalších států včetně zemí Evropské unie. Jednotlivé národní a nadnárodní grantové agentury začaly po příjemcích podpor vyžadovat otevírání vědeckých dat.

## Současnost
V českém prostředí nabyl pojem významu až kolem roku 2020 v souvislosti s přípravou evropského grantu Horizon Europe a se směrnicí 2019/1024. Povinnou součástí programu Horizon Europe, který byl spuštěn v průběhu roku 2021, totiž bude vypracovat plán správy dat a uvolnit data pod svobodnou licenci. Předchozí grant Horizon 2020, který byl spuštěn v roce 2014, měl tento přístup jen jako volitelný. Evropská komise tak mohla připravit nová pravidla nutící příjemce evropských dotací otevírat svá vědecká data. V případě směrnice 2019/1024 se nejedná pouze o vědecká data, ale obecně o všechna data. Tuto směrnici musí členské státy zapracovat do svého právního systému do roku 2022. Dlouhodobým zájmem evropského společenství totiž je, aby vše, co vzniká z veřejných zdrojů, bylo veřejně přístupné.
Sama Evropská unie ale termín otevřená vědecká data přímo neuvádí. Dokumenty hovoří pouze o otevřených datech v oblasti vědy. Nevyjasněné definice otevřených vědeckých dat zmiňuje i Vera Liptom ve své knize Open Scientific Data z roku 2020.